# Phidias (krater)
Phidias är en nedslagskrater på planeten Merkurius. Phidias är ungefär 168 kilometer i diameter.
1976 namngavs den efter den grekiske skulptören Fidias.